# 特倫特·雷澤諾
麥可·特倫特·雷澤諾（英語：Michael Trent Reznor，1965年5月17日—）是美國創作歌手、作曲家和唱片製作人。雷澤諾自1988年組成工業搖滾樂團九吋釘，在團內擔任主唱，也演奏多種樂器；他在2007年離開Interscope唱片，現為獨立音樂家。2010年，他和他的妻子瑪麗科·曼迪格，以及他的音樂夥伴阿提克斯·羅斯，合組後工業三人樂團「如何消滅天使」。雷澤諾和羅斯曾合作為大衛·芬奇電影《社群網戰》和《龍紋身的女孩》編寫配樂，並憑前者獲得奧斯卡最佳原創音樂和金球獎最佳原創音樂。

## 外部連結
- 维基共享资源上的相關多媒體資源：特倫特·雷澤諾
- 官方网站
- 特倫特·雷澤諾在互联网电影资料库（IMDb）上的資料（英文）
- 特倫特·雷澤諾在豆瓣上的资料（简体中文）
- 特倫特·雷澤諾在Allmusic上的頁面